# Bartholomäuskirche (Erfurt)

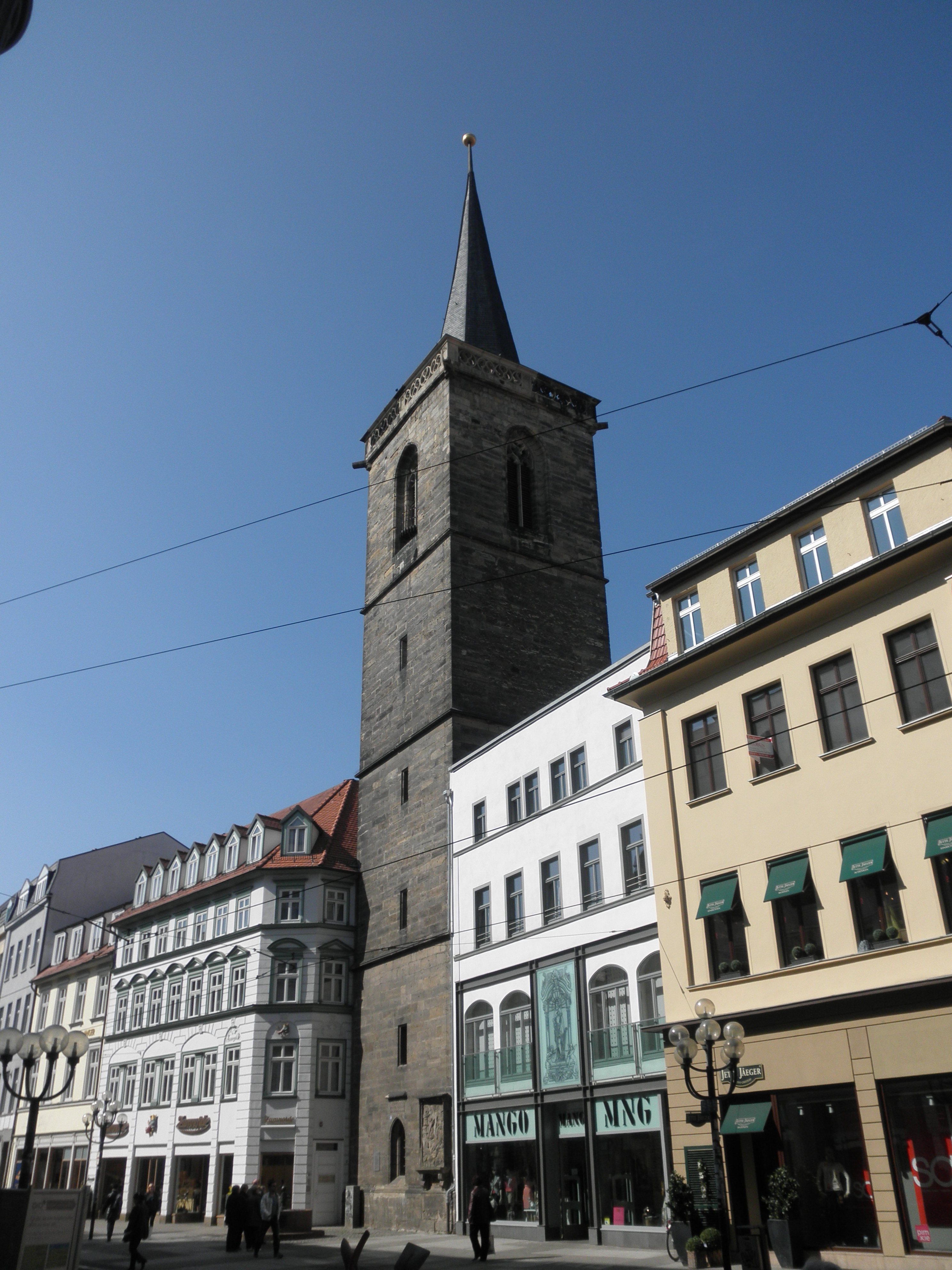
Der Bartholomäusturm

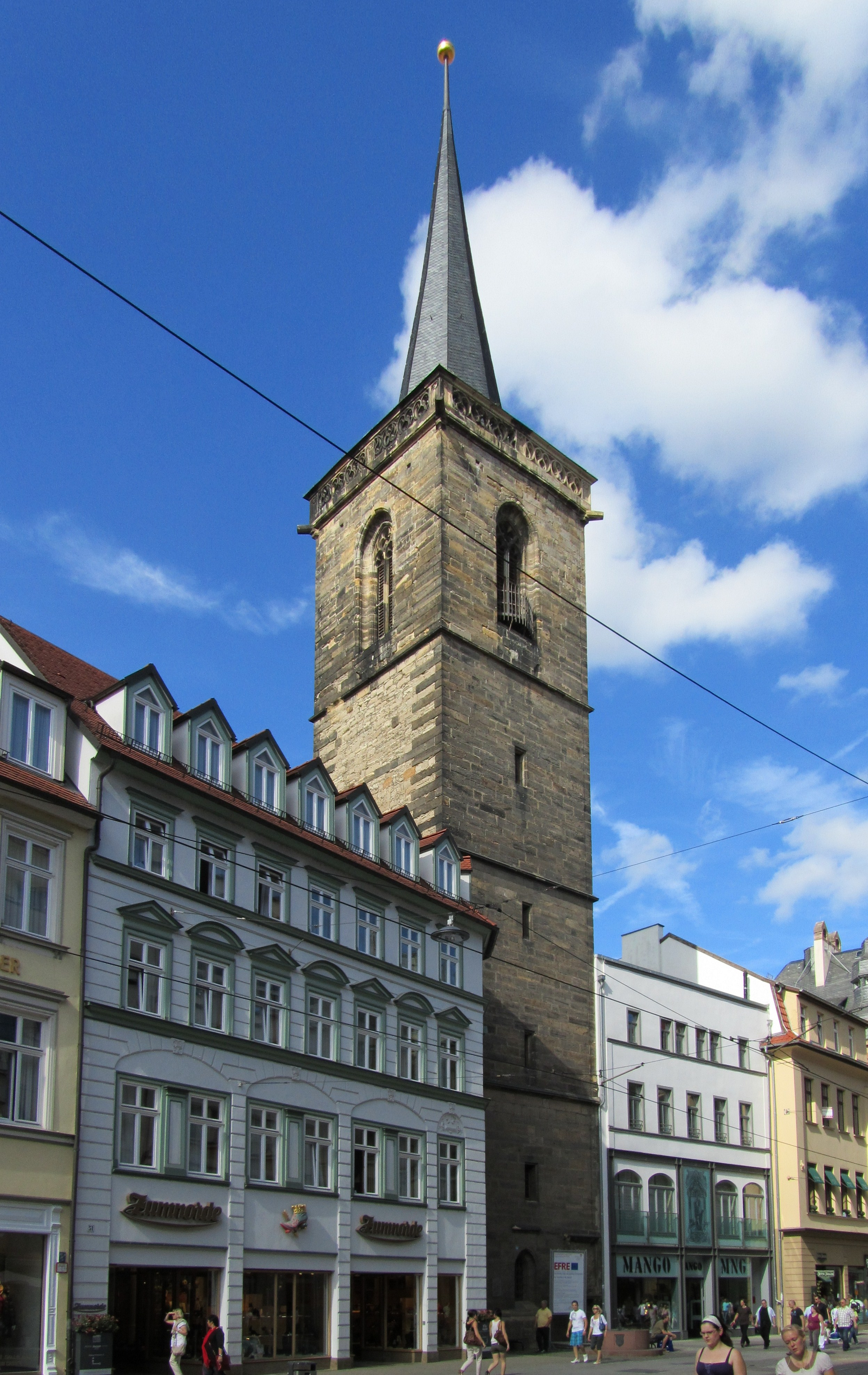
Ansicht von Westen

Die Bartholomäuskirche war eine Kirche in der Altstadt von Erfurt. Sie befand sich am westlichen Anger. Heute ist nur noch ihr Turm, der Bartholomäusturm, vorhanden.

## Geschichte
Die Bartholomäuskirche wurde 1282 erstmals urkundlich erwähnt. 1291 vernichtete ein Brand die Kirche, sie wurde aber in den folgenden Jahren wieder aufgebaut. Der Turm wurde zwischen 1411 und 1448 errichtet. Nach einer Restaurierung bekam die Kirche im Jahre 1511 vom Orgelbauer Andreas Eggemann eine neue Orgel. Nach der Reformation 1525 wurde die Bartholomäuskirche der evangelischen Gemeinde der Barfüßerkirche zugeordnet und noch bis 1571 genutzt. 1545 hat der Rat der Stadt Erfurt das Kupferdach des Turms durch ein Schieferdach ersetzen lassen. 1660 zerstörte ein Brand die bereits ungenutzte Kirche, jedoch nicht den Turm. Die vom Einsturz bedrohten Mauern wurden 1667 bis 1668 abgetragen. 1715 wurde das Kirchenschiff völlig abgerissen und an seiner Stelle von 1715 bis 1717 das Pfarr- und Diakonatshaus der Barfüßergemeinde erbaut. 1876 wurden die Gebäude von Privatpersonen erworben. Der Turm wurde bis 1942 als Glockenturm der Barfüßerkirche genutzt.
Beim Einmarsch der amerikanischen Truppen in Erfurt kam der Bartholomäusturm am 11. April 1945 unter Artilleriebeschuss, wobei der hölzerne Spitzhelm und die Maßwerk-Balustrade zerstört wurden. Bis 1950 waren die Kriegsschäden weitgehend beseitigt, allerdings wurde der Helm durch ein Flachdach mit umlaufender Brüstung ersetzt. Im Rahmen der Feierlichkeiten zum 1250-jährigen Stadtjubiläum 1992 wurde der achtseitige Turmhelm rekonstruiert.
Der 1972 den Erfurter Museen zugesprochene Turm gehört heute zum Stadtmuseum.

## Carillon
In dem 35 Meter hohen Bartholomäusturm befindet sich heute ein Carillon.
Die Entscheidung zum Einbau des Glockenspieles fiel im April 1977, wohl auch im Hinblick auf die gleichzeitige Umgestaltung des Angers zur Fußgängerzone. Das aus 60 Bronzeglocken der Apoldaer Firma Schilling bestehende Ensemble wurde am 18. August 1979 in den Baukörper des Turmes gehoben und montiert. Das Gesamtgewicht der Glocken beträgt 13 Tonnen und 570 kg, die größte wiegt 2.393 kg, die kleinste 20 kg.
Anlässlich des 30. Jahrestages der Gründung der DDR erfolgte am 7. Oktober 1979 die Einweihung unter großer Anteilnahme der Bevölkerung mit einem Konzert. Seinerzeit war es das größte Carillon der DDR, heute ist es das fünftgrößte der 42 Glockenspiele in Deutschland.
1992 wurden die Glocken von der Karlsruher Glocken- und Kunstgießerei überarbeitet und eine computergesteuerte Spielautomatik eingebaut. Das fünfoktavige Carillon mit 74 Stücken erklingt seither täglich dreimal (10/12/18 Uhr) automatisch und wird zu besonderen Anlässen von einem Carilloneur gespielt.